# 브워지미에시 스몰라레크
브워지미에시 보이치에흐 스몰라레크(폴란드어: Włodzimierz Wojciech Smolarek, 1957년 7월 16일, 우치 주 알렉산드루프 워즈키 ~ 2012년 3월 7일, 우치 주 알렉산드루프 워즈키)는 폴란드의 전 축구 선수로, 현역 시절 측면이나 공격형 미드필더로 활약했다.
그는 20년의 현역 시절 동안 비제프 우치와 위트레흐트에서 주로 활약했고, 전자의 구단 소속으로 200번이 넘는 공식 경기에 출전했다. 그는 에레디비시 무대에서 8년 동안 212번의 경기에 출전해 45골을 득점하기도 했다.
스몰라레크는 폴란드 국가대표팀 경기에 60번 출전했고, 2차례 월드컵에 참가했다.

## 클럽 경력
알렉산드루프 워즈키 출신인 스몰라레크는 자국 무대의 비제프 우치와 레기아 바르샤바에서 활약했다. 그는 전자의 구단 소속으로 1981년과 1982년에 우승했고, 1986년에는 푸하르 폴스키도 우승했다.
1986년, 29세의 스몰라레크는 정부의 허가로 철의 장막을 넘어갈 수 있게 되었고, 아인트라흐트 프랑크푸르트로 이적해 분데스리가 무대에서 2년차에 DFB-포칼 우승을 거두었는데, 보훔과의 결승전에서 90분을 소화하며 1-0 승리에 일조했다. 그는 네덜란드의 페예노르트와 위트레흐트에서 8년을 활약한 후 39세의 나이로 은퇴했고, 이 중 전자 구단의 유소년 감독으로 10년 가까이 재직했다.

## 국가대표팀 경력
스몰라레크는 1980년 10월 12일, 1-2로 패한 아르헨티나와의 친선경기에서 폴란드 국가대표팀 첫 경기를 치렀다. 이후 12년 동안, 그는 59번 더 국가대표팀 경기에 출전했는데, 그동안 2번의 월드컵에 출전했고, 이 중 스페인에서 열린 1982년 대회에서는 5-1로 이긴 페루와의 1차 조별 리그 경기에서 득점을 기록하고 자국의 3위 입상에 일조했다. 4년 뒤 열린 1986년 대회에서는 자신의 50번째 국가대표팀 경기인 포르투갈과의 조별 리그 경기에서 결승골을 기록했는데, 이는 뒤에서 2번째이자 그의 12번째 국가대표팀 골이었으나, 폴란드는 16강전에서 탈락하면서 이 골이 크게 바랬다.
2009년 10월, 폴란드 축구 협회는 스몰라레크를 국가대표팀 유소년 총괄자로 임명했다.

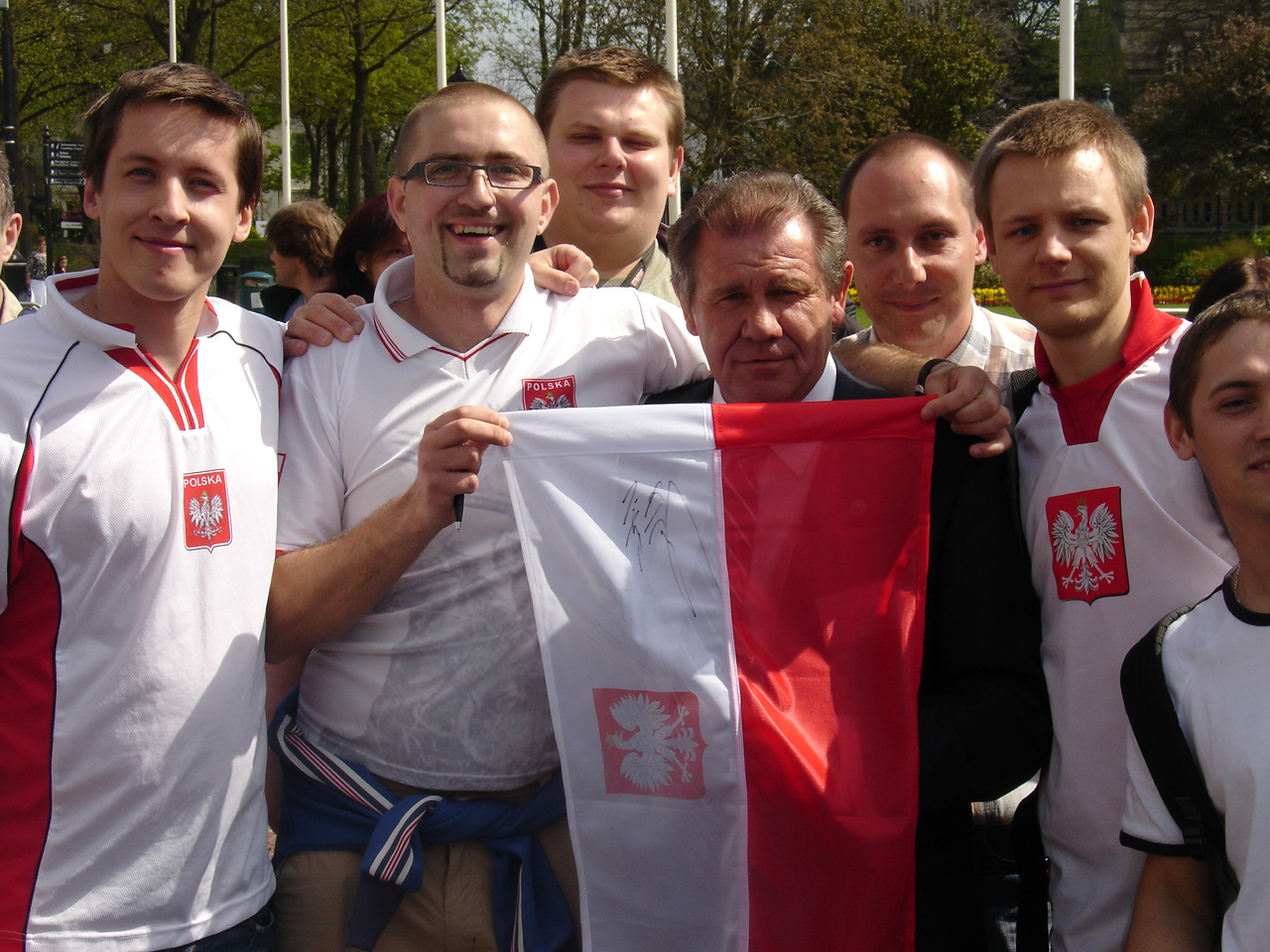
폴란드 국가 뒤에 선 스몰라레크

## 경력 통계

### 클럽
| 구단                      | 시즌          | 리그           | 리그 | 리그 | 컵   | 컵 | 유럽 | 유럽 | 합계 | 합계 |
| 구단                      | 시즌          | 리그명         | 출장 | 골   | 출장 | 골 | 출장 | 골   | 출장 | 골   |
| ------------------------- | ------------- | -------------- | ---- | ---- | ---- | -- | ---- | ---- | ---- | ---- |
| 레기아 바르샤바           | 1977–78       | 엑스트라클라사 | 3    | 0    | 0    | 0  | –    | –    | 3    | 0    |
| 레기아 바르샤바           | 1978–79       | 엑스트라클라사 | 15   | 4    | 2    | 2  | –    | –    | 17   | 6    |
| 레기아 바르샤바           | 합계          | 합계           | 18   | 4    | 2    | 2  | –    | –    | 20   | 6    |
| 비제프 우치               | 1978–79       | 엑스트라클라사 | 4    | 0    | –    | –  | –    | –    | 4    | 0    |
| 비제프 우치               | 1979–80       | 엑스트라클라사 | 26   | 9    | 2    | 0  | 2    | 0    | 30   | 9    |
| 비제프 우치               | 1980–81       | 엑스트라클라사 | 25   | 6    | 2    | 0  | 6    | 1    | 33   | 7    |
| 비제프 우치               | 1981–82       | 엑스트라클라사 | 28   | 10   | 3    | 0  | 2    | 2    | 33   | 12   |
| 비제프 우치               | 1982–83       | 엑스트라클라사 | 20   | 10   | 1    | 0  | 5    | 1    | 26   | 11   |
| 비제프 우치               | 1983–84       | 엑스트라클라사 | 23   | 8    | 2    | 1  | 3    | 0    | 28   | 9    |
| 비제프 우치               | 1984–85       | 엑스트라클라사 | 29   | 8    | 6    | 2  | 4    | 1    | 39   | 11   |
| 비제프 우치               | 1985–86       | 엑스트라클라사 | 26   | 10   | 2    | 1  | 2    | 0    | 30   | 11   |
| 비제프 우치               | 합계          | 합계           | 181  | 61   | 18   | 4  | 24   | 5    | 223  | 70   |
| 아인트라흐트 프랑크푸르트 | 1986–87       | 분데스리가     | 30   | 4    | 3    | 1  | –    | –    | 33   | 5    |
| 아인트라흐트 프랑크푸르트 | 1987–88       | 분데스리가     | 33   | 9    | 6    | 2  | –    | –    | 39   | 11   |
| 아인트라흐트 프랑크푸르트 | 합계          | 합계           | 63   | 13   | 9    | 3  | –    | –    | 72   | 16   |
| 페예노르트                | 1988–89       | 에레디비시     | 31   | 10   | X    | 2  | –    | –    | 31+  | 12   |
| 페예노르트                | 1989–90       | 에레디비시     | 15   | 3    | X    | 0  | 1    | 0    | 16+  | 3    |
| 페예노르트                | 합계          | 합계           | 46   | 13   | X    | 2  | 1    | 0    | 47+  | 15   |
| 위트레흐트                | 1989–90       | 에레디비시     | 15   | 0    | –    | –  | –    | –    | 15   | 0    |
| 위트레흐트                | 1990–91       | 에레디비시     | 32   | 11   | X    | 1  | –    | –    | 32+  | 12   |
| 위트레흐트                | 1991–92       | 에레디비시     | 31   | 8    | X    | 1  | 4    | 3    | 35+  | 12   |
| 위트레흐트                | 1992–93       | 에레디비시     | 33   | 9    | 2    | 3  | –    | –    | 35   | 12   |
| 위트레흐트                | 1993–94       | 에레디비시     | 30   | 1    | 1    | 1  | –    | –    | 31   | 2    |
| 위트레흐트                | 1994–95       | 에레디비시     | 23   | 3    | X    | 0  | –    | –    | 23+  | 3    |
| 위트레흐트                | 1995–96       | 에레디비시     | 2    | 0    | X    | 0  | –    | –    | 2+   | 0    |
| 위트레흐트                | 합계          | 합계           | 166  | 32   | X    | 6  | 4    | 3    | 173+ | 41   |
| 폴란드 합계               | 폴란드 합계   | 폴란드 합계    | 199  | 65   | 20   | 6  | 24   | 5    | 243  | 76   |
| 네덜란드 합계             | 네덜란드 합계 | 네덜란드 합계  | 212  | 45   | X    | 8  | 5    | 3    | 220+ | 56   |
| 경력 합계                 | 경력 합계     | 경력 합계      | 474  | 123  | 32+  | 17 | 29   | 8    | 535+ | 148  |

1. 1 2 3 4 5 6  UEFA컵 출장 경기 기록
2. 1 2  유러피언컵 출장 경기 기록
3. ↑  유러피언 컵위너스컵 출장 경기 기록

### 국가대표팀
출처:
| 폴란드 국가대표팀 | 폴란드 국가대표팀 | 폴란드 국가대표팀 |
| 연도              | 출장              | 골                |
| ----------------- | ----------------- | ----------------- |
| 1980              | 3                 | 1                 |
| 1981              | 9                 | 4                 |
| 1982              | 8                 | 2                 |
| 1983              | 5                 | 1                 |
| 1984              | 11                | 2                 |
| 1985              | 10                | 1                 |
| 1986              | 8                 | 1                 |
| 1987              | 3                 | 1                 |
| 1988              | 2                 | 0                 |
| 1989              | 0                 | 0                 |
| 1990              | 0                 | 0                 |
| 1991              | 0                 | 0                 |
| 1992              | 1                 | 0                 |
| 합계              | 60                | 13                |

### 국가대표팀 득점 목록
아래의 점수에서 왼쪽의 점수가 폴란드의 점수이며, 점수 열은 스몰라레크 득점 상황의 점수를 나타낸다.
| #   | 날짜             | 경기장                                         | 상대     | 점수 | 결과 | 대회                 |
| --- | ---------------- | ---------------------------------------------- | -------- | ---- | ---- | -------------------- |
| 1.  | 1980년 12월 7일  | 몰타, 그지라, 제국 경기장                      | 몰타     | 1–0  | 2–0  | 1982년 월드컵 예선전 |
| 2.  | 1981년 10월 10일 | 동독, 라이프치히, 첸트랄슈타디온               | 동독     | 2–0  | 3–2  | 1982년 월드컵 예선전 |
| 3.  | 1981년 10월 10일 | 동독, 라이프치히, 첸트랄슈타디온               | 동독     | 3–1  | 3–2  | 1982년 월드컵 예선전 |
| 4.  | 1981년 11월 15일 | 폴란드, 브로츠와프, 올림픽 경기장              | 몰타     | 2–0  | 6–0  | 1982년 월드컵 예선전 |
| 5.  | 1981년 11월 15일 | 폴란드, 브로츠와프, 올림픽 경기장              | 몰타     | 4–0  | 6–0  | 1982년 월드컵 예선전 |
| 6.  | 1982년 6월 22일  | 스페인, 라 코루냐, 리아소르                    | 페루     | 1–0  | 5–1  | 1982년 월드컵        |
| 7.  | 1982년 9월 8일   | 핀란드, 헬싱키, 헬싱키 올림픽 경기장           | 핀란드   | 1–0  | 3–2  | 유로 1984 예선전     |
| 8.  | 1983년 4월 17일  | 폴란드, 바르샤바, 10주년 경기장                | 핀란드   | 1–0  | 1–1  | 유로 1984 예선전     |
| 9.  | 1984년 10월 17일 | 폴란드, 자브제, 시립 경기장                    | 그리스   | 1–1  | 3–1  | 1986년 월드컵 예선전 |
| 10. | 1984년 10월 31일 | 폴란드, 미엘레츠, 시립 경기장                  | 알바니아 | 1–0  | 2–2  | 1986년 월드컵 예선전 |
| 11. | 1985년 5월 19일  | 그리스, 아테네, 스피로스 루이스                | 그리스   | 1–0  | 4–1  | 1986년 월드컵 예선전 |
| 12. | 1986년 6월 7일   | 멕시코, 산 니콜라스 데 로스 가르사 대학 경기장 | 포르투갈 | 1–0  | 1–0  | 1986년 월드컵        |
| 13. | 1987년 5월 17일  | 헝가리, 부다페스트, 네프슈터디온               | 헝가리   | 2–1  | 3–5  | 유로 1988 예선전     |

## 사생활
스몰라레크는 즈드지스와바를 배우자로 맞이하여 에우제비우시와 마리우시 두 아들을 슬하에 두었다. 에우제비우시도 축구 선수로 활약했으며, 공격수로 폴란드 국가대표팀과 페예노르트에서 활약했고, 3년 동안 도르트문트에서 활동하기도 했다.
2012년 3월 7일, 스몰라레크는 고향 알렉산드루프 워즈키에서 향년 54세로 영면에 들었다.